# Dlouhá Třebová
Dlouhá Třebová er en landsby i det centrale Tjekkiet med et indbyggertal på 1.289 (2014). Byen ligger i regionen Pardubice. Byen er første gang omtalt i 1304.